# Ermita de Sant Roc (la Iessa)
L'ermita de Sant Roc és un temple situat en el municipi de la Iessa, en l'entrada del poble per la carretera d'Alpont. És un Bé de Rellevància Local amb identificador nombre 46.10.262-001.

## Història
Data del segle xvii.

## Descripció
Es tracta d'un edifici de planta rectangular, construït en maçoneria i carreus, amb els murs laterals reforçats per contraforts. Està cobert per una teulada a dues aigües i en la seua capçalera s'alça una espadanya d'un sol ull sense campana.

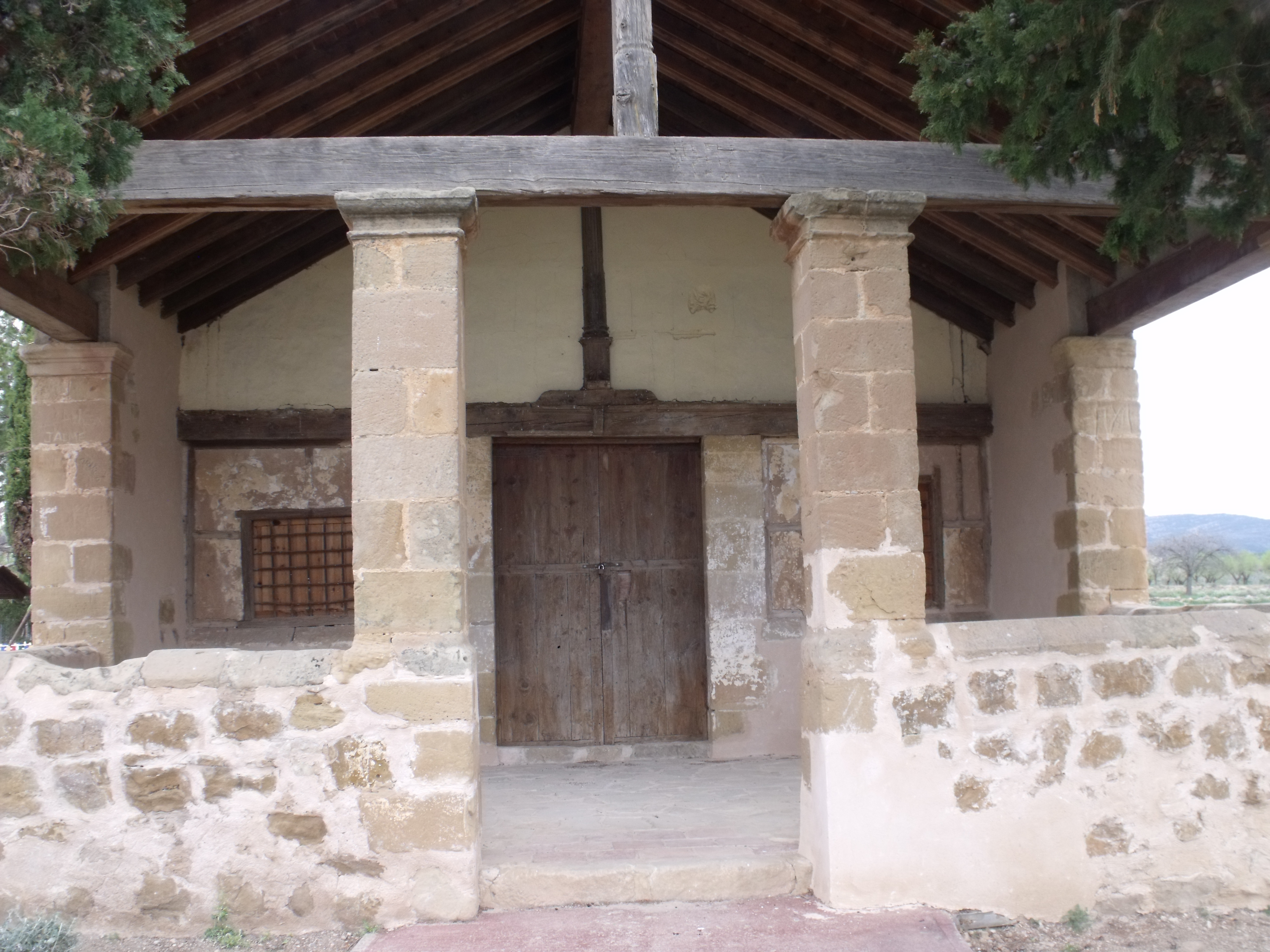
Porta d'accés
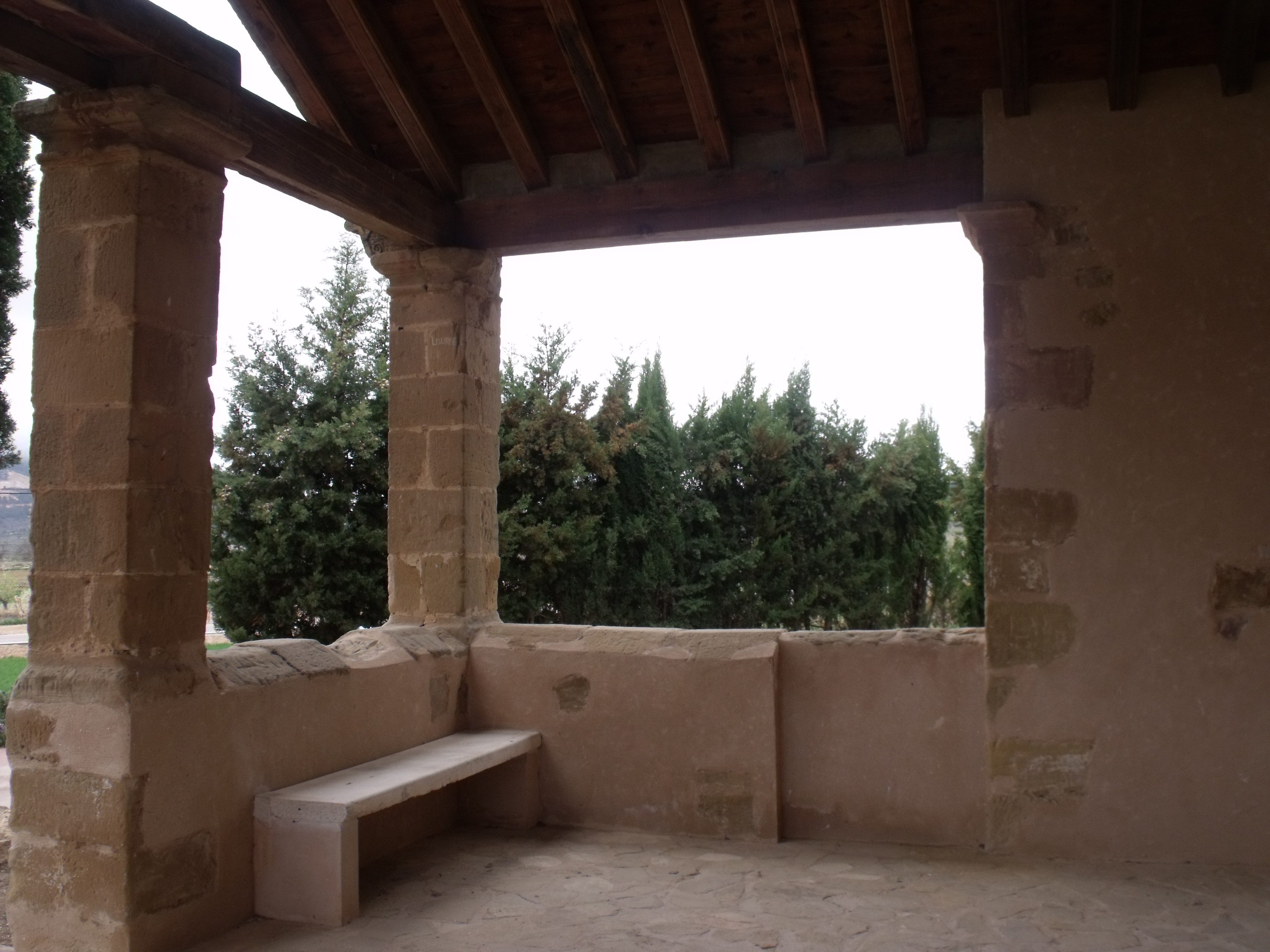
Porxo entrada
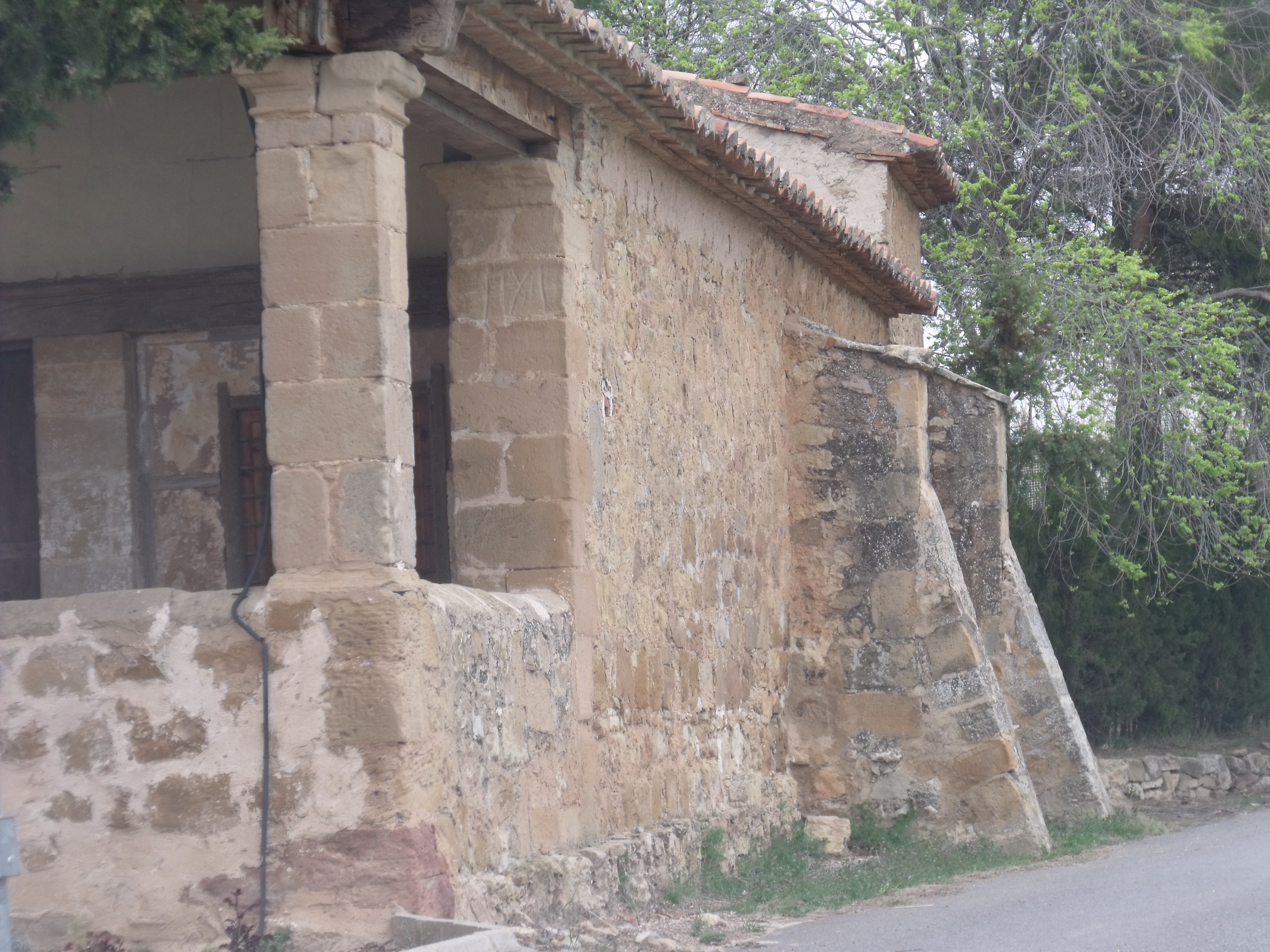
Detallis contraforts

L'element més característic de l'edifici és la porxada davantera. En aquest punt, la teulada es recolza sobre bigues de fusta disposades formant una armadura de parell amb pendoló, recolzada sobre quatre pilars quadrats. Aquests es recolzen en un ampit que tanca la part baixa del conjunt i que s'obre en la seua cara frontal, permetent l'accés.
En la façana es troba la porta, rectangular, la llinda de la qual és el tirant de l'armadura de bigues que sosté el capcer A tots dos costats de la porta es troben sengles finestres amb reixes.
Les parets de l'interior estan pintades imitant cadirat. Hi ha un púlpit d'obra amb escala exterior. El sostre del presbiteri està format per bigues en ventall. Sota ell es troba l'altar i un retaule policromat d'estil neoclàssic amb dos nínxols buits. En les parets laterals queden restes molt deteriorades de pintures en medallons.